# Олд Вест Честер (Охајо)
Олд Вест Честер (енгл. Olde West Chester) насељено је место без административног статуса у америчкој савезној држави Охајо.

## Демографија
По попису из 2010. године број становника је 240, што је 8 (3,4%) становника више него 2000. године.
| Група             | 2000.       | 2010.       |
| Белци             | 212 (91,4%) | 208 (86,7%) |
| Афроамериканци    | 10 (4,3%)   | 9 (3,8%)    |
| Азијати           | 3 (1,3%)    | 4 (1,7%)    |
| Хиспаноамериканци | 4 (1,7%)    | 18 (7,5%)   |
| Укупно            | 232         | 240         |